# Henrich Focke
Henrich Focke (Bremen, 8 de octubre de 1890-Bremen, 25 de febrero de 1979) fue un ingeniero aeronáutico, empresario y pionero de la aviación alemán. En 1924 fundó la empresa Focke-Wulf-Flugzeugbau AG en Bremen y en 1937 fundó la empresa Focke, Achgelis und Co. GmbH en la localidad de Hoykenkamp, perteneciente al municipio de Ganderkesee (Baja Sajonia). Diseñó el Focke-Wulf Fw 61 y el Focke-Achgelis Fa 223, entre otros helicópteros.

## Biografía

### Orígenes y juventud
Henrich Focke era hijo de Johann Focke, el fundador del Museo Focke de Bremen. Desde su juventud hasta el final de su vida, su personalidad estuvo imbuida de un constante afán por la investigación debido a la fascinación que sentía por la viabilidad técnica de la aviación. En 1908 comenzó a estudiar ingeniería mecánica en la Universidad de Hannover, donde se hizo amigo de Georg Wulf. En 1914, al estallar la Primera Guerra Mundial, él y Wulf se presentaron como voluntarios al ejército. Si bien en un principio no fue llamado a filas debido a una afección cardíaca, finalmente fue alistado en un regimiento de infantería. Tras servir en el frente oriental, en la primavera de 1915 fue trasladado al Cuerpo Aéreo del Imperio Alemán.
De 1908 a 1921 participó con Georg Wulf en la construcción de varios aeroplanos, entre los que cabe destacar:
- 1909: su primer planeador;
- 1910: su primer aeroplano, el Kolthoff-Focke A III, que, no obstante, no tenía la potencia necesaria para volar;
- 1912: el Kolthoff-Focke A IV, una evolución del anterior, que le permitió realizar su primer vuelo;
- 1914: el Focke-Wulf A VI.[1]

Focke se graduó en 1920, una vez acabada la guerra. Su primer trabajo fue en la empresa Francke de Bremen como diseñador de turbinas. Al mismo tiempo, continuó con sus experimentos de vuelo y junto con Wulf construyó el A VII, cuyo elemento central era una revisión del motor del A VI.

### Actividades de ingeniería hasta finales de 1945

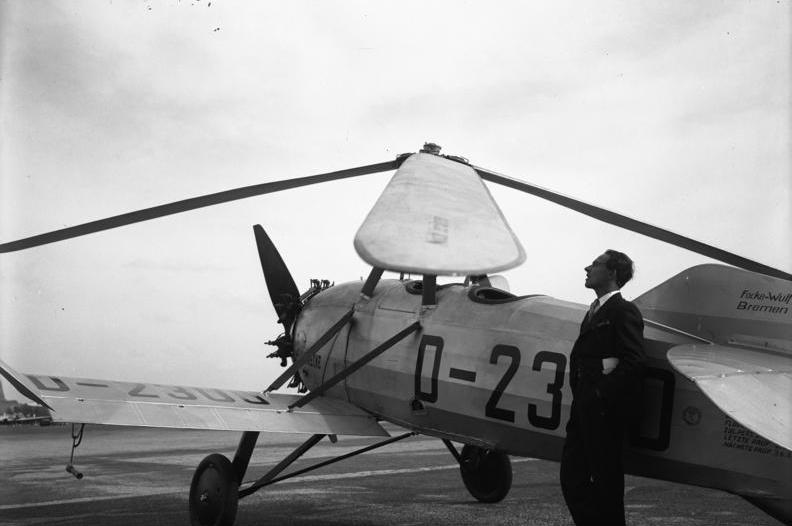
Un autogiro Focke-Wulf C 19 "Heuschrecke", versión construida bajo licencia del Cierva C.19.

En 1924 fundó la empresa Bremer Flugzeugwerke junto con Georg Wulf y el Dr. Werner Naumann. Aquel mismo año, la empresa se transformó en sociedad anónima y se denominó Focke-Wulf-Flugzeugbau AG. Hasta 1933, es decir, en sus primeros nueve años de funcionamiento, la empresa proyectó 29 tipos diferentes de aviones y construyó 140 aeronaves. Entre ellas se encontraba el F 19 Ente (Pato), un aeroplano con configuración canard patentado en 1908 junto con su hermano Wilhelm Focke. Se construyeron dos modelos, y a bordo de uno de ellos murió su compañero Wulf en un accidente en 1927.
En 1930 le ofrecieron una cátedra en la Universidad de Danzig, que rechazó.
Comenzó a trabajar en los autogiros en 1931, tras la fusión de la Focke-Wulf con la Albatros Flugzeugwerke. En un principio adquirió experiencia en la construcción y operación en vuelo de los Cierva C.19 y C.30 producidos bajo licencia de la Cierva Autogiro Company, empresa británica fundada por el español Juan de la Cierva, y cuya licencia de construcción había sido adquirida por la Albatros. Un autogiro, al igual que un avión, necesita una determinada velocidad para generar sustentación, pero la diferencia reside en que en los autogiros la sustentación no la generan las alas, sino el rotor, que gira debido al flujo aerodinámico (viento aparente).
También en 1931 fue nombrado profesor por el Senado de Bremen. Posteriormente, impartió seminarios y conferencias en la Universidad Técnica de la ciudad. En 1933, debido a presiones externas, abandonó la dirección de la Focke-Wulf AG. No obstante, prosiguió con la tarea de supervisar la construcción de los distintos autogiros. Su primer logro de importancia tuvo lugar en 1934, cuando se construyó el primer modelo del Fw 61, el primer helicóptero de altas prestaciones que, a diferencia de los autogiros, podía despegar y aterrizar en vertical. El vuelo inaugural de esta aeronave, basada en la experiencia de Juan de la Cierva, tuvo lugar el 26 de junio de 1936. Sin embargo, la nueva dirección de la Focke-Wulf AG no vio las potencialidades del concepto y dificultó tanto el trabajo a Focke que éste decidió abandonar la empresa. Aunque la supuesta razón era que el régimen nazi lo consideraba "poco fiable políticamente", hay razones para creer que la intención era destinar la capacidad productiva de la Focke-Wulf a la fabricación de aviones Bf 109. La empresa fue adquirida por AEG, pero poco después el Ministerio del Aire, que había quedado impresionado por el helicóptero Fw 61, propuso a Focke que fundara una nueva empresa dedicada al diseño de helicópteros y le planteó la necesidad de un modelo mejorado capaz de transportar una carga útil de 700 kg. 
El 7 de abril de 1937 fundó la empresa Focke-Achgelis junto con el campeón mundial de acrobacias aéreas Gerd Achgelis en Hoykenkamp, cerca de Ganderkesee, en parte por presiones del Ministerio del Aire.  La producción comenzó en 1938 en Delmenhorst. Antes del estallido de la Segunda Guerra Mundial, se diseñó y construyó el Fa 223 Drache (Dragón), un helicóptero de transporte para el que también estaba prevista una versión para uso civil, el Fa 266. En 1944, la empresa se fusionó con la Weser-Flugzeugbau GmbH.

### Después de 1945
Entre 1945 y 1948, Focke fue prisionero de guerra en Francia como consecuencia de la derrota alemana al final de la Segunda Guerra Mundial. Fue contratado por la Société Nationale de Constructions Aéronautiques du Sud-Est (SNCASE) como consultor de ingeniería. Su principal obra fue el SNCASE SE-3100, una reconstrucción del Fa 233. Al mismo tiempo, construyó el SNCASE SE-3101, un helicóptero monorotor, precursor del Alouette.

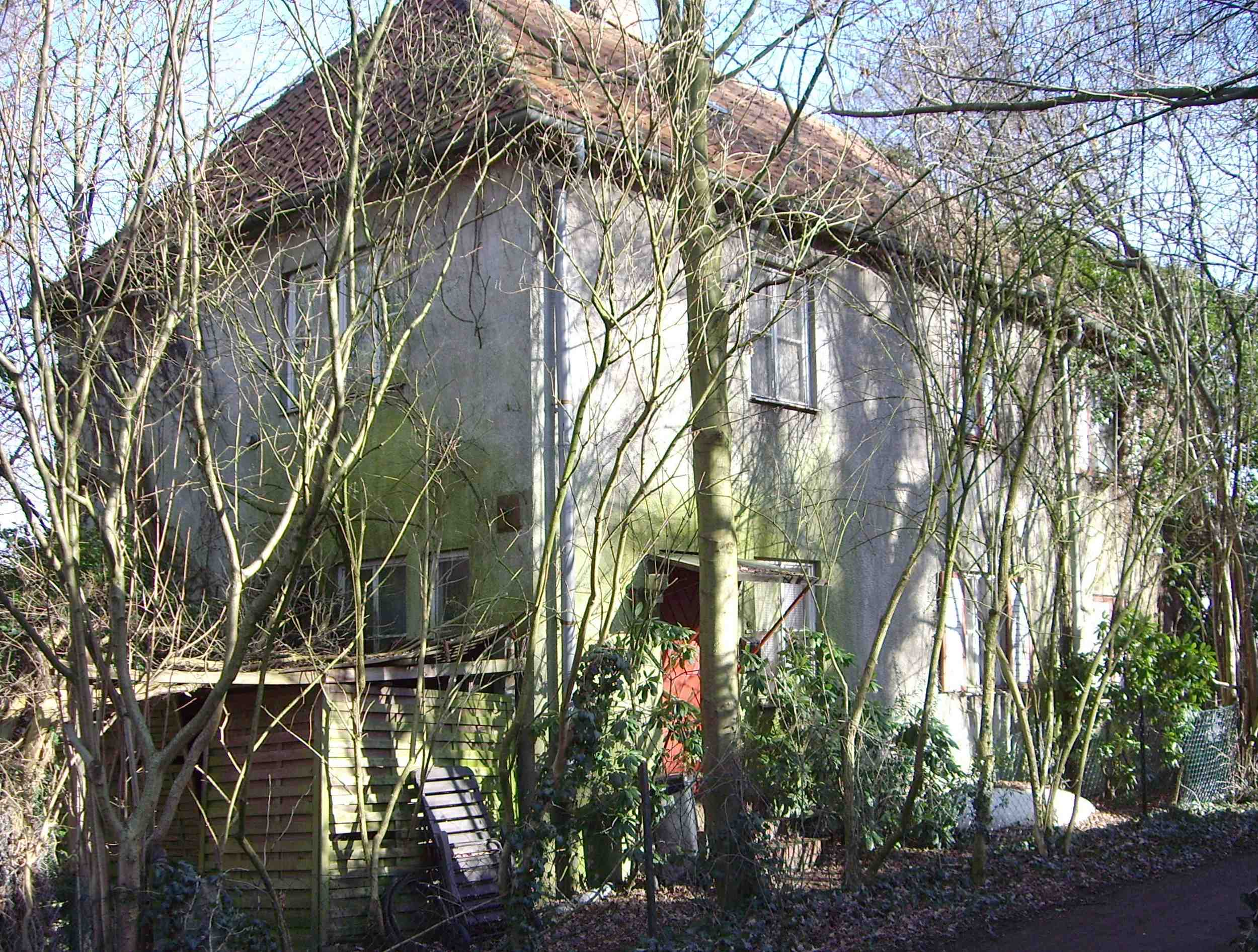
La residencia de Focke en Bremen, construida según el "método Messerschmitt"

En 1948 abrió un estudio de ingeniería en Bremen. Dado que los Aliados habían prohibido la construcción de aviones en Alemania, trasladó su experiencia a la construcción de embarcaciones y edificios. En 1949 construyó su propia residencia en Horn-Lehe, un suburbio de Bremen, que fue la primera vivienda prefabricada  construida según los métodos de Willy Messerschmitt.
De 1948 a 1958 fue asesor técnico del Ministerio del Aire británico.
En 1950 trabajó como diseñador para la empresa automovilística Norddeutsche Fahrzeugwerken de Wilhelmshaven.
En 1951 diseñó en Ámsterdam el convertiplano, equipado con cuatro rotores y capaz de despegar en vertical. En 1952, Focke y varios miembros de su antiguo equipo de ingenieros fueron contratados por el Centro Técnico Aeroespacial (CTA) de Brasil para desarrollar un convertiplano, que se basó en gran medida en el trabajo que Focke realizó en tiempos de guerra con el Fa 269. En el equipo también se encontraba Bussmann, un especialista en transmisiones que previamente había trabajado en la BMW. El convertiplano se construyó sobre la base del fuselaje de un Supermarine Spitfire Mk 15 que había sido enviado a Argentina como muestra comercial. Ante la negativa de Gran Bretaña a entregar el motor Armstrong Siddeley Double Mamba que se había elegido en un principio, se optó por un motor de 2.200 CV montado en el centro como el del Lockheed Constellation, lo que obligó a rediseñar el sistema de transmisión por el aumento del peso y las vibraciones. Se dedicaron al proyecto 40 personas y 8 millones de dólares, y en total se consiguió realizar 300 despegues.
En 1954, mientras trabajaba en el CTA, Focke también desarrolló el helicóptero ligero biplaza Beija-Flor (Colibrí en español), que realizó su primer vuelo el 22 de enero de 1959 en São José dos Campos. Tenía un diseño similar al Cessna CH-1, montaba un motor Continental E225 de 225 CV en el morro y el rotor se situaba entre los dos asientos delanteros.

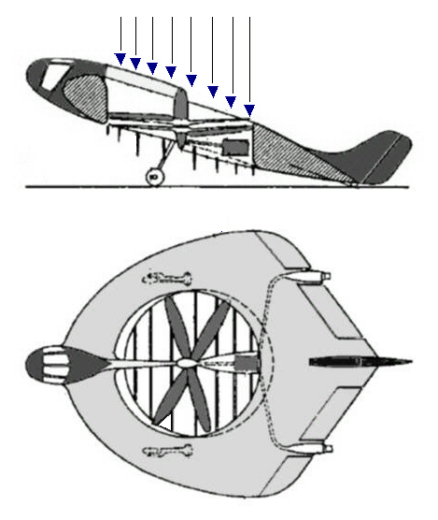
Focke Rochen

En 1956 regresó definitivamente a Alemania tras su experiencia brasileña. En 1957 patentó el Focke Rochen, un aparato en el que llevaba trabajando desde 1944. Físicamente, se trataba de un híbrido entre una aeronave VTOL y una aeronave de ala circular con un rotor central. En la empresa Borgward, conocida por su producción de automóviles, desarrolló el helicóptero Kolibri, cuyo vuelo de prueba tuvo lugar en 1958. En 1961 el desarrollo de la máquina se abandonó debido a que la empresa quebró.

### Los años de retiro

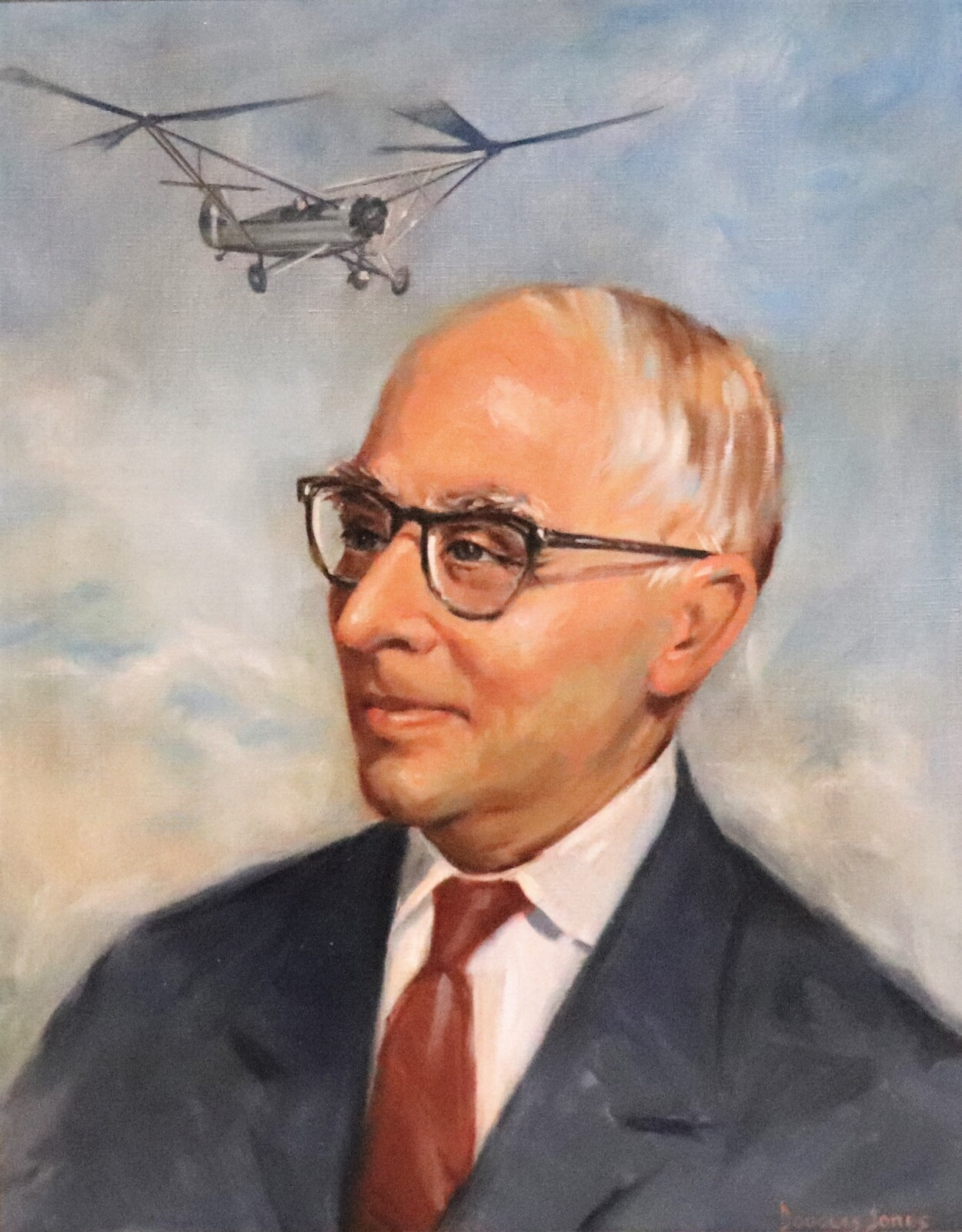
Retrato de Henrich Focke en el Salón de la Fama del Museo aeroespacial de San Diego

A finales de los años 50 y principios de los 60, un Focke ya septuagenario construyó un túnel de viento en Bremen. La construcción la realizó con sus propios medios con el objetivo de seguir mejorando las propiedades de vuelo de los helicópteros. En él estudió también otros fenómenos relacionados con la aerodinámica, como los fenómenos de turbulencia que se producen durante el vuelo lento y el efecto estela. El túnel de viento de Focke fue restaurado en 1997 y en la actualidad es el corazón de un pequeño museo.
Hasta 1965, siguió ejerciendo como consultor técnico en el Centro Aeroespacial Alemán (Deutsches Zentrum für Luft- und Raumfahrt), la agencia espacial alemana, y en la Vereinigte Flugtechnische Werke, la empresa resultante de la fusión de la Focke-Wulf con la Weser Flugzeugbau GmbH.
Henrich Focke murió en Bremen el 25 de febrero de 1979. Su cuerpo reposa en el cementerio Riensberger, un cementerio monumental de Bremen.